# Lori Gruen
Lori Gruen (Chicago, 30 de octubre de 1962) es una académica estadounidense en el profesorado de filosofía William Griffin; y, profesora de Estudios Feministas, de Género y Sexualidad y Ciencia en la Sociedad, en la Universidad Wesleyan.
Se ha especializado en ética animal, siendo autora de varios libros, incluyendo a:
- Ethics and Animals: An Introduction ISBN 9780511976162 (2011)
- Entangled Empathy: An Alternative Ethic for Our Relationships with Animals (2015).

Ha sido creadora del sitio web first100chimps.wesleyan.edu, un sitio memorial por los primeros cien chimpances usados en estudios en EE. UU.

## Carrera
Después de obtener un B.A. en filosofía por la Universidad de Colorado en 1983, pasó un año como estudiante de posgrado en la Universidad de Arizona, y luego se involucró, trabajando en el movimiento de liberación animal. en 1987, publicó su primer libro, Animal Liberation: A Graphic Guide, con Peter Singer e ilustrado por David Hine. En 1898, retornó a la Universidad de Colorado, donde completaría su PhD en 1994.
Sus puestos docentes han incluido a:
- University of British Columbia (1991–1992);
- Lafayette College (1994–1997);
- University of North Carolina at Chapel Hill (1997);
- Stanford University (1994–1999).[2]

Después de unirse a la Universidad de Wesleyan, en 2000, como profesora asistente, se convirtió en Directora de su Departamento de filosofía, en 2010; profesora en el Programa de Estudios feministas, de Género y sexualidad en 2011; y, profesora de filosofía en la cátedra William Griffin, en 2015. También co-coordina estudios de animales, de Wesleyan, en un programa de becas de verano.

## Hypatia
Desde 2008 hasta 2010, Gruen fue coeditora de Hypatia: A Journal of Feminist Philosophy, la revista de feminismo filosófico; y, de 2010 a 2015, fue miembro de su Junta de editores asociados. Editó dos ediciones especiales de la revista:
- 25th Anniversary: Feminist Legacies/Feminist Futures (25º Aniversario: Legados Feministas / Futuros Feministas) (2010),
- con Kari Weil, Animal Others (Animal los Otros) (2012).[9][10]

En abril de 2017, Gruen se involucró en la controversia transracial de Hypatia. La revista había publicado un artículo revisado por pares de Rebecca Tuvel, una profesora asistente de filosofía en Rhodes College, en el que Tuvel argumentó que los factores que apoyan el cambio de los roles de género también apoyan el transracialismo.
El artículo y su autora fueron criticados en Facebook y en Twitter, los críticos acusaban de que el artículo no involucró lo suficiente a los estudiosos que pertenecen a las comunidades que discutieron, y una carta abierta circuló, solicitando a la revista que retirase el artículo. De acuerdo a Jesse Singal de la revista New York, Gruen fue una de las principales firmantes de la carta.}} Gruen también había sido miembro del Comité de disertación de Tuvel en 2014. Hubo un amplio apoyo para Tuvel por parte de la comunidad académica, y el editor en jefe de Hypatia mantuvo el artículo. Singal llamó al asunto, como una "caza masiva de brujas en Internet".

## Obra

### Algunas publicaciones

#### Libros
- (1987) con Peter Singer, David Hine. Animal liberation: A graphic guide. Londres: Camden Press.

- (1994) con Dale Jamieson. Reflecting on nature: Readings in environmental ethics and philosophy. New York: Oxford University Press. 2010. (2012) con Dale Jamieson and Christopher Schlottmann.

- (1997) con George E. Panichas. Sex, morality and the law. New York: Routledge. 1997.

- (2011) Ethics and Animals: An Introduction. Cambridge: Cambridge University Press. 2011. Se tejen estudios de casos conmovedores y provocativos con discusiones de teoría ética, instando a los lectores a involucrarse reflexionando de manera crítica y empática sobre nuestro tratamiento de otros animales. En un lenguaje accesible, se ofrece un estudio de los temas centrales de relaciones humanos y animales y una perspectiva razonada sobre los actuales debates clave en este campo. Analiza una variedad de posiciones teóricas y plantea preguntas que alientan a perfeccionar sus habilidades de razonamiento ético y a desarrollar una posición defendible sobre sus propias prácticas. Libro recurso para estudiantes en muchas disciplinas que incluyen ética, estudios ambientales, ciencias veterinarias, estudios sobre la mujer y el campo emergente de estudios en animales.

- (2014) (ed.) The Ethics of Captivity. New York: Oxford University Press. 2014.

- (2015) Entangled Empathy: An Alternative Ethic for Our Relationships with Animals. Brooklyn: Lantern Books.

- (2018) Critical Terms for Animal Studies. Chicago: University of Chicago Press.

#### Capítulos
- (1990) Bekoff, M.; Jamieson, D. (eds.), «Gendered knowledge? Examining influences on scientific and ethological inquiries», Interpretation and explanation in the study of animal behavior, Boulder, Colorado: Westview Press, pp. 56-73..

- (1991) Singer, Peter (ed.), «Animals», A companion to ethics, Oxford: Basil Blackwell, pp. 343-353.

- (1992) Bekoff, M. (ed.), «Animals in science: some areas revisited», Animal behaviour, pp. 473-484..

- (1993) Winkler, E.; Coombs, J., eds. (1993), «Re-valuing nature», An applied ethics reader, Oxford: Basil Blackwell, pp. 293-312..

- (1993) Gruen, Lori (1993), «Dismantling oppression: an analysis of the connection between women and animals»,  en Gaard, Greta, ed., Ecofeminism: women, animals, nature, Philadelphia: Temple University Press, pp. 60-90..

- (1994) Warren, K. (ed.), «Toward an ecofeminist moral epistemology», Ecological feminism, New York: Routledge, pp. 120-138..

- (1997) con Chris Cuomo. Bar, A.; Ferguson, A. (eds.), «Animals, intimacy, and moral distance», Daring to be good, New York: Routledge, pp. 129-142..

- (2002) Allen, C.; Bekoff, M.; Burghardt, G. (eds.), «The morals of animal minds», The cognitive animal, Cambridge, Massachusetts: MIT Press, pp. 437-442..

- (2003) Gruen, Lori, «The Moral Status of Animals», Stanford Encyclopedia of Philosophy..

- (2004) Sapontzis, S. (ed.), «Empathy and vegetarian commitments», Food for thought: the debate over eating meat, New York: Prometheus Press, pp. 284-294..

- (2005) Gruen, Lori (2005), «Pornography and censorship»,  en Frey, R. G.; Heath Wellman, Christopher, eds., A companion to applied ethics, Blackwell Companions to Philosophy, Oxford: Blackwell Publishing, pp. 154-166, ISBN 9781405133456, doi:10.1002/9780470996621.ch12.

- (2009) Ferguson, A.; Nagel, M. (eds.), «The faces of animal oppression», Dancing with Iris: Between phenomenology and the body politic in the political philosophy of Iris Marion Young, New York: Oxford University Press, pp. 225-237..

- (2012) Zucker, G. (ed.), «Navigating difference (again): animal ethics and entangled empathy», Strangers to nature: animal lives and human ethics, New York: Lexington Books..

- (2012) con Clement Loo. di Paola, M.; Pelligrino, G. (eds.), «Climate change and food justice», Ethics and politics of climate change, Routledge..

- (2017) di Paola, M.; Pelligrino, G. (eds.), «Remembering The Z-Man: Tom Zenk and The Politics of Tom Zenk», Remembering The Z-Man: Tom Zenk and The Politics of Tom Zenk, Routledge..

## Otras lecturas
- Bekoff, Marc (30 de abril de 2014). "The Ethics of Captivity: A New Book Covers All the Issues", Psychology Today.

- Tuvel, Rebecca (2016). "The Ethics of Captivity ed. × Lori Gruen (revisión)", philoSOPHIA, 6 (1), invierno de 2016, 133–136.